# Oberstorcha
Oberstorcha là một đô thị thuộc huyện Feldbach trong bang Steiermark, nước Áo. Đô thị Oberstorcha có diện tích 8,79 km², dân số cuối năm 2005 là 310 người.